# 萧融

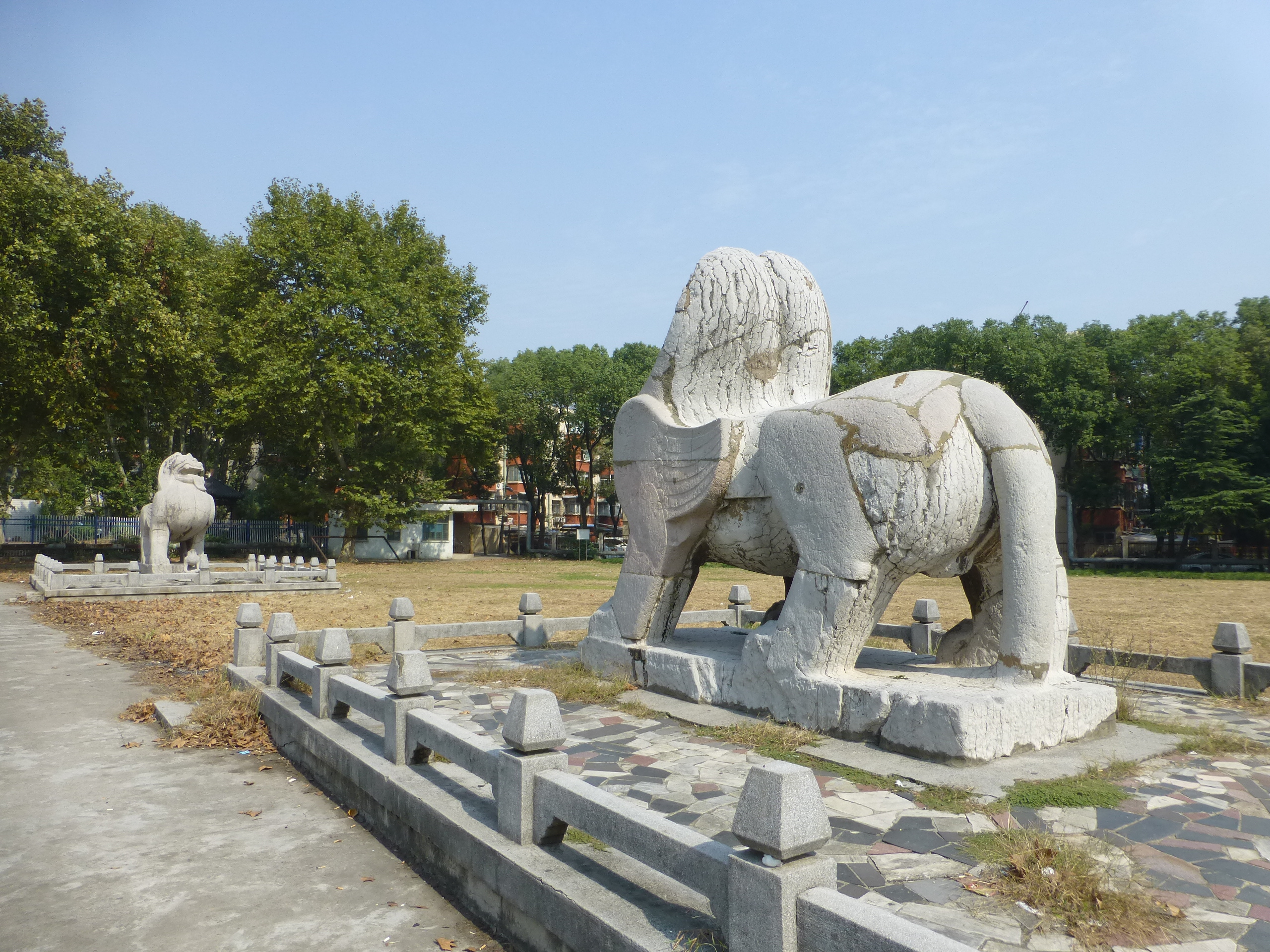
萧融之墓

桂阳简王萧融（472年—501年4月15日），字幼达，兰陵郡兰陵县都乡中都里人，梁文帝萧顺之第五子，梁武帝萧衍之弟，母为李太妃。

## 生平
萧融仕齐。永明元年（483年），出任豫章王行参军。隆昌元年（494年），改任鄱阳王行参军。建武元年（494年），改任太子舍人。后改任江夏王主簿。萧懿被萧宝卷杀害后，萧宝卷下令搜捕萧懿的兄弟。永元三年三月十二日（501年4月15日），萧融被处死，享年三十岁。
中兴二年（502年），追赠给事、黄门侍郎。天监元年四月八日（502年4月30日），萧衍建立梁朝，追赠萧融散骑常侍、抚军将军，追封桂阳郡王，谥曰简王。天监元年十一月一日（502年12月15日），葬于弋辟山。萧融无子，以长沙宣武王萧懿第九子萧象为嗣，袭封桂阳王。
萧融夫妻的墓誌，1980年在南京北郊出土。

## 家庭

### 母
李太妃，萧顺之的妾室

### 王妃
- 王纂韶，桂阳国太妃（473年-514年），王导七世孙，新安太守王深之孙，黄门郎王僧聪之女

### 子女
- 桂阳敦王萧象（498年-536年），字世翼，萧融无子，以长沙宣武王萧懿第九子萧象为继子

## 延伸阅读
[在维基数据编辑]
 《南史·卷51》，出自李延壽《南史》

## 外部連結
- 距今1500年南朝龟趺重见天日 石碑文字清晰可见